# Sainte-Croix (Tarn)
Sainte-Croix – miejscowość i gmina we Francji, w regionie Oksytania, w departamencie Tarn.
Według danych na rok 1990 gminę zamieszkiwało 305 osób, a gęstość zaludnienia wynosiła 42 osób/km² (wśród 3020 gmin regionu Midi-Pireneje Sainte-Croix plasuje się na 762. miejscu pod względem liczby ludności, natomiast pod względem powierzchni na miejscu 1307.).